# Чивог
Чивог (дзонґ-ке སྤྱི་འོག་, Вайлі: spyi-'og, лат. chewog) — адміністративна одиниця Бутану третього рівня підпорядкування. Також є виборчою дільницею. У країні налічується 1044 чивогів (на 2011 рік). Як правило, один гевог складається з 5-6 чивогів.
До 2009 року чивоги адміністративно підкорялися гевогам. Конституція 2008 року згадує чивоги тільки як виборчі ділянки, які називаються «підгевогами» (англ. under a gewog), але не відміняє їх адміністративний статус. Згідно із «Законом про вибори» 2008 року, чивоги є основними виборчими округами в межах гевогів, в яких обирають одного члена Гевог Цогде (англ. Gewog Tshogde) і одного члена Дзонгхаг Тромде (англ. Dzongkhag Thromde). Правовий статус чивогів як виборчих дільниць підтверджується «Законом про місцеве управління» 2009 року, який скасував «Закон про місцеве самоврядування» 2007 року.